# Universität Nyala
Die Universität Nyala ist eine staatliche Universität in Nyala, im sudanesischen Bundesstaat Dschanub Darfur.
Sie ist Mitglied in der Vereinigung der Universitäten Afrikas, der Union Arabischer Universitäten und der Vereinigung der Universitäten der islamischen Welt.

## Fakultäten
- Fakultät für Veterinärwissenschaften
- Fakultät für Bildungswissenschaften
- Fakultät für Wirtschaftswissenschaften
- Fakultät für Technologie
- Fakultät für Graduiertenstudium
- Fakultät für Ingenieurwissenschaften
- Fakultät für Jura und Scharia
- Fakultät für Gesundheitswissenschaften
- Fakultät für Medizin
- Fakultät für Informationstechnologie
- Fakultät für Gesellschaftswissenschaften